# Districte de Minamikawachi
El Districte de Minamikawachi (南河内郡, Minamikawachi-gun) és un districte de la prefectura d'Osaka, al Japó.

## Geografia
El districte de Minamikawachi està situat al sud-est de la prefectura d'Osaka, limitant cap a l'oest amb la prefectura de Nara i amb els municipis de Kawachinagano al sud, Tondabayashi a l'oest i Habikino al nord.

### Municipis
| |          |          |          |
| \| Municipi \| Població \| Extensió \| Densitat \| \| --------------- \| -------- \| -------- \| -------- \| \| Chihaya-Akasaka \| 4.911 \| 37,30 \| 132 \| \| Kanan \| 15.733 \| 25,26 \| 623 \| \| Taishi \| 13.206 \| 14,17 \| 932 \| \| Total \| 33.850 \| 76,73 \| 441 \| |          |          |          |
| Municipi | Població | Extensió | Densitat |
| Chihaya-Akasaka | 4.911    | 37,30    | 132      |
| Kanan | 15.733   | 25,26    | 623      |
| Taishi | 13.206   | 14,17    | 932      |
| Total | 33.850   | 76,73    | 441      |

## Història
Des del 1880 al territori on ara es troba el districte es trobaven els següents districtes:
- Ishikawa
- Nishigori
- Yagami
- Furuichi
- Asukabe
- Tannan
- Shiki
- Kitakawachi
- Nakakawachi

Tots aquests districtes es trobaven en la seua totalitat o parcialment als territoris de l'actual districte. Després de dissoldre's el 1896, després d'una curta vida, van donar pas a l'actual districte.
En els seus millors anys, el districte va comprendre fins a 97 municipis que posteriorment han anat desapareguent per l'efecte de la fusió de municipis. L'últim canvi d'importància al districte va ser al 2005, quan el municipi de Mihara va ser absorbit per la ciutat de Sakai, convertint-se així en un districte d'aquesta i disminuint el territori de Minamikawachi.

## Regió de Minamikawachi

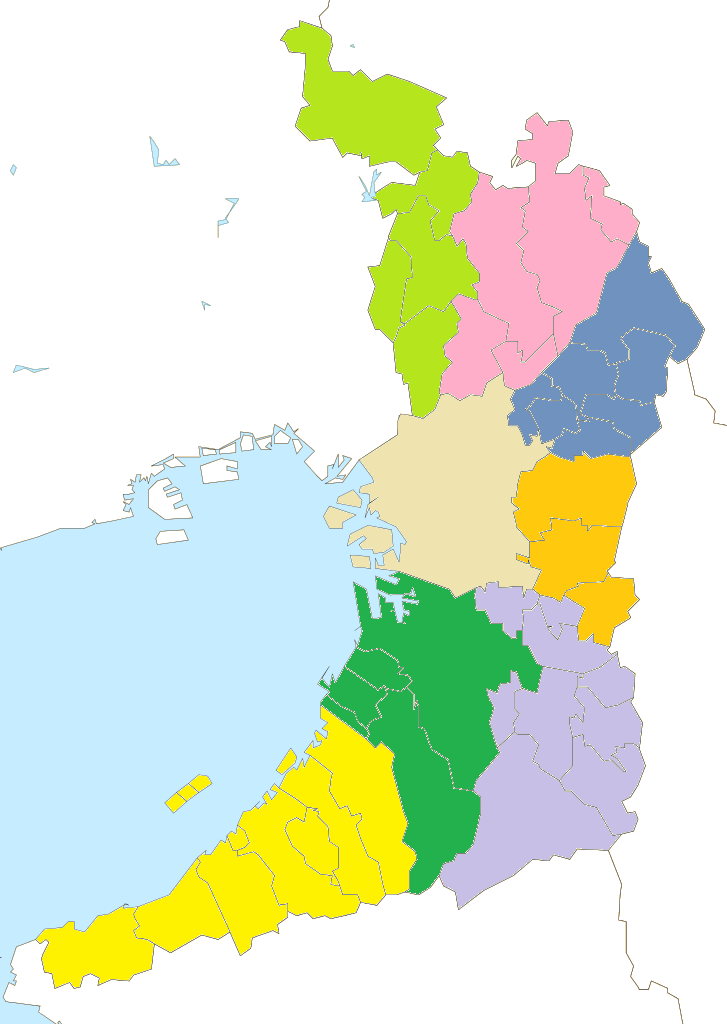
Mapa regional de la prefectura d'Osaka. Al sud-est, Toyono.

Existeix, de manera no oficial, una divisió regional o administrativa de la prefectura d'Osaka. Una de les divisions d'aquest sistema és la regió de Minamikawachi (南河内地域) inspirada en el districte i la qual inclou antics municipis que ara no es troben al districte. Aquesta divisió es troba reconeguda (tot i que de manera no oficial) al web del govern prefectural i és utilitzada tant per aquest com per institucions i empreses privades com a àrea de gestió, administració i descentralització del territori.
| |          |          |          |
| \| Municipi \| Població \| Extensió \| Densitat \| \| --------------- \| ---------- \| -------- \| -------- \| \| Chihaya-Akasaka \| 4.903 \| 37,30 \| 131 \| \| Fujiidera \| 63.758 \| 8,89 \| 7.172 \| \| Habikino \| 109.539 \| 26,45 \| 4.141 \| \| Kanan \| 15.722 \| 25,26 \| 622 \| \| Kawachinagano \| 101.799 \| 109,63 \| 929 \| \| Matsubara \| 118.188 \| 16,66 \| 7.094 \| \| Ōsakasayama \| 58.750 \| 11,92 \| 4.929 \| \| Taishi \| 13.168 \| 14,17 \| 929 \| \| Tondabayashi \| 109.895 \| 39,72 \| 2.767 \| \| Total \| 613.147[3] \| 289,93 \| 2.115 \| |          |          |          |
| Municipi | Població | Extensió | Densitat |
| Chihaya-Akasaka | 4.903    | 37,30    | 131      |
| Fujiidera | 63.758   | 8,89     | 7.172    |
| Habikino | 109.539  | 26,45    | 4.141    |
| Kanan | 15.722   | 25,26    | 622      |
| Kawachinagano | 101.799  | 109,63   | 929      |
| Matsubara | 118.188  | 16,66    | 7.094    |
| Ōsakasayama | 58.750   | 11,92    | 4.929    |
| Taishi | 13.168   | 14,17    | 929      |
| Tondabayashi | 109.895  | 39,72    | 2.767    |
| Total | 613.147  | 289,93   | 2.115    |

El municipi més poblat d'aquesta regió i, per tant, "capital de facto" és Matsubara, tot i que la seu del govern prefectural per a aquesta zona es troba a Tondabayashi.